# Escut i bandera de Polinyà de Xúquer
L'escut i la bandera de Polinyà de Xúquer són els símbols representatius del municipi valencià de Polinyà de Xúquer (Ribera Baixa).

## Escut heràldic
L'escut oficial de Polinyà de Xúquer té el següent blasonament:
| « | Escut quadrilong de punta redona. En camp d'argent, arbre taronger de sinople fruitat. En punta tres ones d'atzur. En cap, un cairó amb les armes reials d'Aragó. Al timbre, corona reial oberta. | » |

El taronger representa la principal activitat agrícola. Les ones fan referència el riu Xúquer que passa per la població i que, a més, forma part del seu nom. El cairó recorda la pertinença fins a 1836 a la Baronia de Corbera, de propietat reial.

## Bandera
La bandera oficial de Polinyà de Xúquer té la següent descripció:
| « | Bandera de proporcions 2:3. De blanc o gris perla, arbre taronger verd fruitat. En punta, tres ones de blau, l'arbre, acostat de dos cairons amb les armes reials d'Aragó. | » |

## Història
Abans de l'any 1971, l'Ajuntament de Polinyà utilitzava una versió modificada del, aleshores, escut de la província de València, com feien des del segle xix els ajuntaments que no tenien un escut propi. L'any 1966 l'Ajuntament inicià l'elaboració d'un reglament d'honors i distincions, que incloïa una medalla amb aquest escut. La Reial Acadèmia de la Història (RAH) els va fer saber però, que aquesta heràldica n'era la pròpia del Regne de València i, en conseqüència, l'Ajuntament va decidir dotar-se d'un escut propi.
L'1 de juliol de 1968 el Ple de l'Ajuntament aprovà una proposta de nou escut municipal amb el següent blasonament:
| « | Escut truncat. Primer, d'or els quatre pals de gules que ocupen la tercera part de l'escut. Segon, en camp d'argent un taronger al natural fruitat de la seua producció i al peu ones d'atzur i argent d'aquell que du el seu nom el poble. Per timbre, elm, sumat de corona reial, cimera (de drac alat i llambrequins). | » |

El 9 de setembre de 1968, la RAH tornà a informar desfavorablement i en proposà un altre. El 30 de juny de 1969 el Ple de l'Ajuntament acceptà aquesta proposta, el Consell de Ministres l'aprovà el dia 5 de març de 1971, el cap de l'Estat firmà el Decret 542/1971 l'11 de març que, finalment, es publicà en el BOE núm. 77 de 31 de març, amb el següent blasonament:
| « | D'argent, l'arbre taronger, de sinople, fruitat d'or; al cap d'or, els quatre pals de gules. Per timbre corona reial. | » |

No obstant aquesta descripció oficial, l'ajuntament però, va utilitzar un escut amb la corona reial oberta.
Aquest escut oficial, va ser modificat el 2005 per a complir amb les normes de l'heràldica valenciana recollides en el Decret 116/1994 del Govern Valencià. En particular es modificaren els següents aspectes:
- Es canvià la corona reial (tancada segons el blasonament oficial) per la corona reial oberta valenciana.
- També es llevaren les armes reials (els quatre pals) del cap, ja que, com que Polinyà no havia estat mai ciutat reial, sinó propietat reial com a part de la Baronia de Corbera, només podia utilitzar aquestes armes en forma de cairó.
- El taronger, que no podia considerar-se element definitori i únic de la població, havia d'anar acompanyat d'altres elements. S'afegiren així les ones, presents ja en el projecte original de l'Ajuntament de 1968.

Aquest nou escut fou aprovat mitjançant Resolució de 29 d'abril de 2005, del conseller de Justícia i Administracions Públiques, publicada en el DOGV núm. 5.008, del 18 de maig de 2005.
La bandera s'aprovà per Resolució de 18 de gener de 2016, de la Presidència de la Generalitat, publicada en el DOCV núm. 7.710, de 2 de febrer de 2016.